# Manjlegaon
Manjlegaon là một thành phố và là nơi đặt hội đồng đô thị (municipal council) của quận Bid thuộc bang Maharashtra, Ấn Độ.

## Địa lý
Manjlegaon có vị trí 19°09′B 76°14′Đ / 19,15°B 76,23°Đ Nó có độ cao trung bình là 413 mét (1354 feet).

## Nhân khẩu
Theo điều tra dân số năm 2001 của Ấn Độ, Manjlegaon có dân số 43.969 người. Phái nam chiếm 51% tổng số dân và phái nữ chiếm 49%. Manjlegaon có tỷ lệ 64% biết đọc biết viết, cao hơn tỷ lệ trung bình toàn quốc là 59,5%: tỷ lệ cho phái nam là 72%, và tỷ lệ cho phái nữ là 56%. Tại Manjlegaon, 15% dân số nhỏ hơn 6 tuổi.